# Colombelles

Colombelles este o comună în departamentul Calvados, Franța. În 1 ianuarie 2022 avea o populație de 7.015 de locuitori.